# George Gamow
George Gamow, narozený jako Georgij Antonovič Gamov (4. března 1904, Oděsa, Ruské impérium – 19. srpna 1968, Boulder, USA) byl všestranný americký fyzik původem z ruské Oděsy (dnes na Ukrajině), jeden z předních kosmologů 20. století, ale významný byl i jeho přinos v genetice.

## Život
Základy fyzikálního vzdělání získal v rodné Oděse. Roku 1926 ukončil studium na Leningradské univerzitě a roku 1928 zamířil na slavnou německou univerzitu v Göttingenu. Téhož roku se mu podařilo vysvětlit mechanismus alfa rozpadu. V letech 1931–1933 pracoval v leningradském fyzikálním ústavu, odkud byl v roce 1933 vyslán na Solvayův fyzikální kongres do Bruselu. Gamowovi se podařilo získat vízum i pro svou manželku a využil příležitost k emigraci ze SSSR. Dle jeho pozdějšího vyjádření tomu předcházely dva neúspěšné pokusy o ilegální emigraci.
Roku 1934 odešel do Spojených států amerických. Do roku 1956 přednášel na George Washington University, poté na University of Colorado. Zabýval se kvantovou mechanikou, atomovou a jadernou fyzikou, astrofyzikou a kosmologií.
Koncem 40. let teoreticky předpověděl, že celý vesmír rovnoměrně vyplňuje chladné mikrovlnné záření, které je pozůstatkem prvotního výbuchu. Jeho revoluční myšlenka zněla: „Náš vesmír je vlastně obrovská exploze, která pokračuje dodnes!“  Zpopularizoval tak teorii Georgese Lemaîtra, že se vesmír rozpíná a z toho vyplývá, že na počátku musel být malý, hustý a horký, a zásadně se podílel na předpovědi existence reliktního záření, které mělo být pozůstatkem této rané fáze vesmíru. Jeho odpůrce a zastánce stacionárního vesmíru Fred Hoyle teorii posměšně označil jako „velký třesk“ („Big Bang“). Tato teorie však byla roku 1965 potvrzena pozorováním reliktního záření americkými astronomy a paradoxně začala být označována právě Hoyleovým znevažujícím názvem.
Gamow se zabýval také biologií a v 50. letech významně přispěl k objasnění genetických mechanismů v buňce. Zejména v době objevení DNA (Crick a Watson 1953) přispěl k objasnění vztahu mezi genetickým kódem a posloupností aminokyselin, ze kterých buňka vytváří bílkoviny. Proslavil se také řadou populárních knih, mimo jiné pro děti sérií příběhů o panu Tompkinsovi.